# 100 preguntas
«100 preguntas» es una canción del cantante portorriqueño Ozuna. Se lanzó el 13 de febrero de 2020, a través de Sony Music Latin.

## Antecedentes y lanzamiento
Para su promoción el intérprete realizó diversos hashtags junto con la divulgación de un adelanto días anteriores al lanzamiento, que luego fue borrado en sus redes sociales. Finalmente su anunció se confirmó el mismo día de su estreno en la cuenta de Instagram de Ozuna. «100 preguntas» se convirtió en el primer sencillo del cantante después del lanzamiento de su tercer álbum de estudio Nibiru (2019). Su estreno oficial fue en vísperas de San Valentín, relacionando el tema acorde a lo romántico de sus letras.

## Composición
El tema compuesto por el cantante, junto a Xavier Semper, Wilmer Semper, Luian Nieve, Kedin Maisonet, Héctor Ramos y José Aponte aborda en sus letras la importancia del amor y lo fundamental de transmitirlo. La canción alejada de los ritmos urbanos, tiene un sonido más acústico acorde con letra.

## Vídeo musical
El video musical de «Danzau» se estrenó el 13 de febrero de 2020. El material audiovisual se grabó en San Juan, bajo la dirección de Nuno Gómez. En el clip se ve al cantante interpretando la canción en una azotea. A marzo de 2020 cuenta con 41 millones de reproducciones.

## Recepción comercial
Durante su primera y segunda semana de estreno «100 preguntas» debutó en la posición setenta y seis en la listas de sencillos de PROMUSICAE en España, específicamente, en la semana ocho del año.

## Posicionamiento en listas
| Listas (2019)       | Mejor posición |
| ------------------- | -------------- |
| España (PROMUSICAE) | 76             |

## Historial de lanzamiento
| País   | Fecha                 | Formato                     | Discográfica            | Ref   |
| ------ | --------------------- | --------------------------- | ----------------------- | ----- |
| Varios | 13 de febrero de 2020 | Descarga digital, Streaming | Aura Music y Sony Latin | [ 3 ] |